# Theodor Oesten

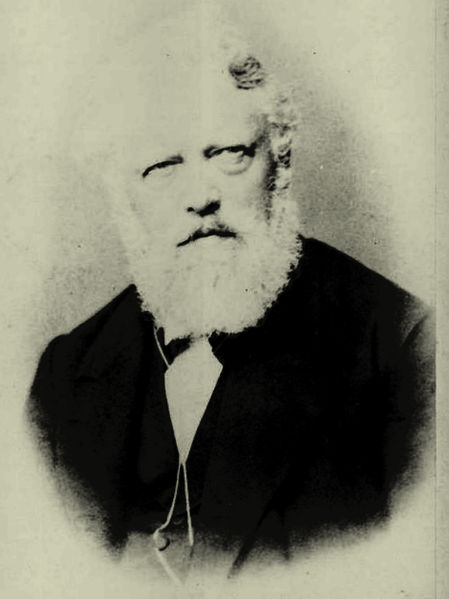
Theodor Oesten

Theodor Oesten (* 31. Dezember 1813; † 16. März 1870 in Berlin) war ein deutscher Klavierlehrer und Komponist. Von ihm stammen zahlreiche erfolgreiche Lieder und Melodien.

## Leben
Oesten lernte bereits als Kind beim Stadtmusikus in Fürstenwalde/Spree verschiedene Blas- und Streichinstrumente zu spielen. Im Alter von 19 Jahren ging er nach Berlin und begann bei Böhmer, Carl Friedrich Rungenhagen, Schneider und August Wilhelm Bach Komposition zu studieren. Nach seinem Abschluss arbeitete er in der deutschen Hauptstadt als gefragter Klavierlehrer.
1843 schuf er das Rondo Les premières violettes, das, ganz dem sentimentalen Zeitgeschmack entsprechend arrangiert, sich zu einem enormen Erfolg für Oesten entwickelte. In der Folge entstanden weitere Stücke, dank deren einfacher Arrangements er über Jahre hinweg in der Gunst seines Publikums stand.
Theodor Oesten starb 1870 im Alter von 56 Jahren in Berlin und wurde auf dem dortigen Sophienfriedhof II beigesetzt. Das Grab ist nicht erhalten geblieben.

## Werke (Auswahl)
- Souvenir de Bal, für Klavier, Op. 9 No. 8
- Trois Morceaux Mélodieux, für Klavier, Op. 48, Verlag Bote & Bock, Berlin
- Klänge der Liebe Nr. 6, Op. 50
- Gondellied, für Orgel, Op. 56
- Kinderträume, für Klavier, Op. 65, hrsg. von Clemens Schultze (1839–1900), Collection Litolff, Braunschweig
- Fantasie aus 'Zampa' (F. Hérold), Klavier, Op. 67 No. 3
- Feen-Märchen, für Klavier, Op. 73 No. 3
- Goldperlen, für Klavier, Op. 94, hrsg. von Clemens Schultze (1839–1900), Collection Litolff, Braunschweig
- Rondino aus der 'La Muette de Portici', für Klavier, Op. 102
- Irisches Ständchen über das Lied 'Lang' ist es her', für Klavier, Op. 124
- Romanze zum Thema aus der Oper Verdis 'La traviata', Op. 125 No. 1
- Le Petit Savoyard, für Klavier, Op. 150 No. 4
- Polka-Mazurka, für Klavier, C-Major, Op. 155 no 2.
- Polonaise, für Klavier, C-Major, Op. 155 no 4.
- Fairy Dance-Waltz, für Klavier, G-Major, Op. 155 no 6
- Alpenrosen, für Klavier, Op. 160
- Alpenglocken,Clochette des alpes,Alpine floweret, für Klavier, Op. 175, Universal Edition
- Alpenglühen,Les alpes roses,Sunset on the alpes, für Klavier, Op. 193, Universal Edition, Wien, ca. 1901, Neuauflage bei Schott
- Dolly's Dreaming and Awakening Op. 202 No. 4, Schott
- In the Floral Grotto, Op. 225
- Zauberglöckchen, für Klavier, Op. 278
- Fantasie, für Klavier, zum Thema aus der Oper „Robert le diable“ (G. Meyerbeer)
- Fantasie, für Klavier zum Thema der Oper Donizettis „Lucrezia Borgia“
- Les premières violettes, Rondo
- Ausgewählte Clavier-Werke – Zum Unterricht und zur Erholung, Verlag N. Simrock, Berlin